# Абди, Мохамед Хаши
Мохамед Хаши Абди Араби (сомал. Maxamad Xaashi Cabdi Araby; араб. محمد حاشي عبدي‎;) — сомалийский политический деятель, вице-президент Галмудуга (2015—2020). 5 июля 2015 года назначен временно исполняющим обязанности президента Галмудуга.